# Canning (Buenos Aires)

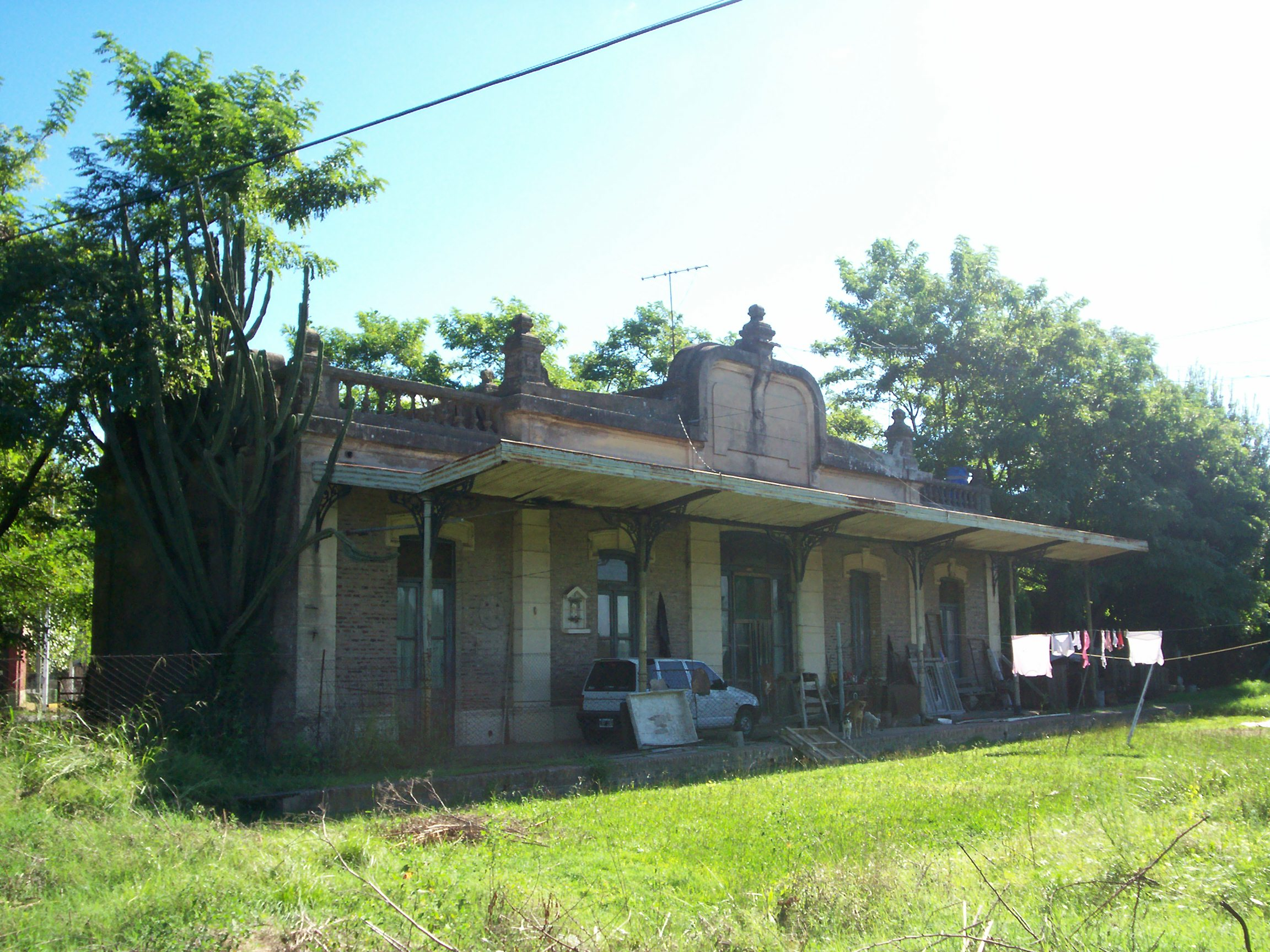
Estación Canning del Ferrocarril Compañía General de Buenos Aires.

Canning es una localidad argentina de la provincia de Buenos Aires, repartida entre los partidos de Esteban Echeverría y Ezeiza, dividida entre ambos por la Ruta Provincial 58.  Está ubicada al sur del conurbano bonaerense, que se presenta como el polo de desarrollo urbano más importante del Sur de Buenos Aires. Ha tenido un crecimiento exponencial debido a emprendimientos o countries. Geográficamente, se extiende a ambos lados de la ruta 58. Pertenecía en su totalidad al Municipio de Esteban Echeverría hasta 1994, cuando se divide este partido para crear el nuevo municipio de Ezeiza. Se fijó como límite la ruta 58 por lo cual Canning quedó dividida entonces entre los dos municipios. Independientemente de lo establecido en el marco Normativo-legal, para el común de sus vecinos, Canning excede sus propios límites. Como denominación genérica, abarca una región mucho más grande que incluye todo el corredor verde desde Ezeiza, Esteban Echeverría, Presidente Perón y San Vicente. [cita requerida]
La región de Canning creció de la mano de la inversión privada y las nuevas urbanizaciones. Actualmente hay más de sesenta barrios cerrados y clubes de campo consolidados o en ejecución. A esto se le suman cuatro parques industriales, dos complejos de oficinas Premium, cinco centros comerciales, otros dos en construcción, y una veintena de condominios y edificios en diferentes etapas de construcción. La ciudad se encuentra en constante crecimiento. 
Habitados principal y mayoritariamente por familias de clase media y alta, dependiendo del barrio.
Es la ciudad del sur del Gran Buenos Aires con mayor crecimiento, considerando así una de las regiones con mejor calidad de vida. También creció a nivel turístico.

## Historia

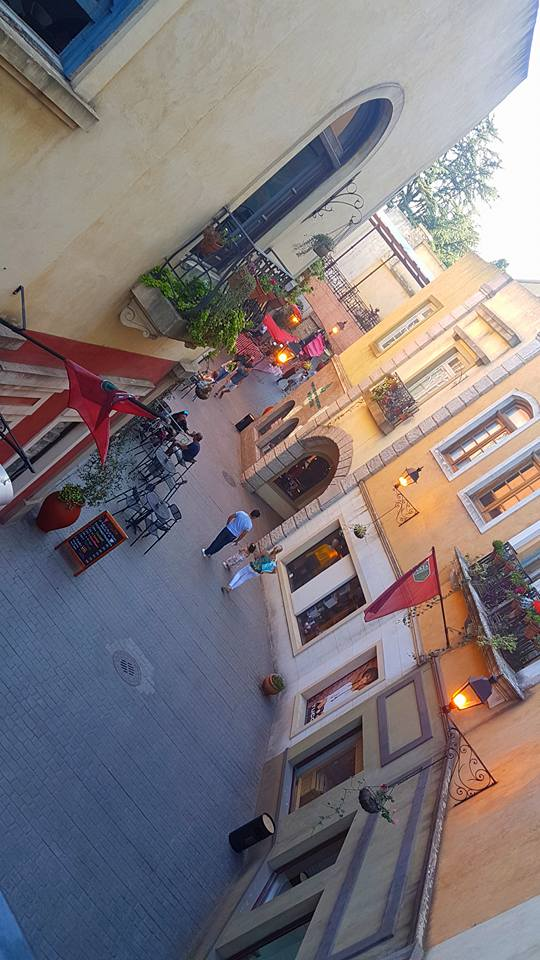
Plaza Canning.

La Estación George Canning fue fundada en 1911, por la Compañía General de Ferrocarriles en un paraje cercano a los pueblos de Ezeiza y Monte Grande. Cerca de esa estación, existía un antiguo camino a San Vicente, a cuyos lados se comenzó a formar un incipiente pueblo que tomó su nombre de la estación. Canning fue durante gran parte del siglo XX una zona semirrural, en la que las chacras convivía con los hornos de ladrillos y las quintas de verduras de los nuevos inmigrantes italianos, españoles y portugueses. En la década del setenta, la localidad de Canning fue la preferida por la comunidad judía para construir sus primeros clubes de campo. En los años siguientes, surgieron algunos tímidos intentos de crear otros barrios privados y semicerrados como Los Rosales o Allá en el Sur. Pero no fue hasta el principio de los noventa cuando Thomas Murphy decide patear el tablero y lanzar Saint Thomas que se convertiría en el country emblemático de Canning. 
La década de 1990 representó el primer boom inmobiliario de Canning. favorecidos por las nuevas vías de comunicación. Canning dejó de ser un lugar de fin de semana para dar lugar a las urbanizaciones destinadas a vivienda permanente. Hoy, hay más de 60 emprendimientos que responden a diferentes demandas. Desde clubes de campo con polo y golf, hasta barrios privados, condominios de alta gama y desarrollos boutique.
Pasaron más de 100 años y la vieja estación sigue estando en pie, a cuyo lado se está levantando el Templo de San Agustín, la nueva iglesia de Canning. El camino de tierra es hoy una ruta de cuatro manos, y Canning se convirtió el núcleo de un nuevo polo urbano.

## Geografía

### Aspectos generales
Amplia zona de tierras altas, en su mayor proporción compuesta por tierras fértiles y abundantes arboledas. La altitud promedio sobre el nivel del mar es del orden de los 22 metros, existiendo sectores con pequeñas lomas y ondulaciones que alteran la apariencia. Al N:E. del territorio municipal existen algunas tierras bajas, particularmente en las inmediaciones del río Matanza.

### Hidrografía
El río Matanza, de correntada suave, es el curso de agua más importante del Partido de Ezeiza. Forma el límite natural que lo separa del Partido de La Matanza. Este río pertenece a la cuenca del Atlántico, siendo afluente del Río de la Plata. 
En el río Matanza desembocan diversos arroyos que recogen las aguas pluviales. Las inundaciones se controlan por intermedio de obras de canalización de construcción reciente. 
Los arroyos tributarios del río Matanza son: El Aguirre y el Alegre, cuyos cursos de agua atraviesan áreas densamente pobladas.

### Sismicidad
La región responde a la «subfalla del río Paraná», y a la «subfalla del río de la Plata», con sismicidad baja; y su última expresión se produjo el 5 de junio de 1888 (137 años) de silencio sísmico), a las 3.20 UTC-3, con una magnitud probable, de 5,0 en la escala de Richter (terremoto del Río de la Plata de 1888).

## Población
Según el último censo, contaba con 14 323 habitantes (Indec, 2023). De los cuales 8445 se encontraban en Esteban Echeverría y 5878 en Ezeiza.
Gran parte de la población se nuclea en urbanizaciones privadas, cómo countries y barrios cerrados.

## Clima
El clima del partido es sano y benigno, por lo general se lo compara con el de la provincia de Córdoba, usándose la expresión “Córdoba Chica” para referirse a las condiciones climáticas. 
Presenta abundancia de espacios abiertos y bosques. Famoso es el “Pulmón Gigante” que forma la zona parquizada del Aeropuerto Internacional de Ezeiza, donde se encuentran presentes eucaliptos y pinos de gran tamaño. 
Respecto de las marcas técnicas climáticas, hay que determinar unos dos o tres grados menos con respecto a la temperatura que muestra la Ciudad de Buenos Aires en verano; y hasta cinco grados menos, durante los inviernos más fríos, según los registros que se obtienen en las dependencias meteorológicas de Ezeiza.
Las heladas son frecuentes en los meses de mayo, junio, julio y agosto. 
Respecto de los vientos, son poco frecuentes ciclones y vendavales. Los registros no puntualizan observaciones de interés.

## Barrios
- El Candil Joven
- Terralagos
- Vistalagos (En construcción)
- Country Mi Refugio
- Malibú (Presidente Perón)
- El Sosiego
- El Lauquen (San Vicente)
- Don Joaquín (Ezeiza)
- Cruz del Sur (Corredor verde Canning San Vicente)
- San Eliseo (Presidente Perón)
- Horizontes al Sur (Presidente Perón)
- Chacras de Canning (Ezeiza)
- Club de Campo Los Rosales
- El Rocío
- Estancia La Magdalena
- Saint Thomas Sur
- Saint Thomas Norte
- Saint Thomas Este
- Saint Thomas Oeste
- Saint Thomas Centro
- Saint Thomas LAKES (En construcción)
- Saint Thomas Chico (En construcción)
- Santo Domingo (Presidente Perón)
- Echeverría del Lago
- Campos de Echeverría
- La Horqueta de Echeverría
- Solar del Bosque
- Cercana Casa Club (En construcción)
- Santa Rita
- Santa Juana (Esteban Echeverría)
- Santa Inés (Esteban Echeverría)
- El Rebenque Club de Campo (Presidente Peron)
- El Venado
- Venado II
- El Centauro
- Los Rosales
- Brickland
- Los Naranjos
- La Providencia
- Los Talas Barrio Privado
- Lares de Canning
- Lagos de Canning
- Fincas del Alba
- Las Flores (Esteban Echeverría)
- Don Marcelo (Esteban Echeverría)
- Tiempos de Canning (Presidente Perón)
- Santa Clara al Sur (San Vicente)
- Las Victorias (En construcción)
- San Antonio (En construcción)
- San Roque (En construcción)
- Pride Canning (En construcción)
- Lomas de Canning (En construcción)
- Damasia al Sur (En construcción)
- Forest (En construcción)
- El Principado (San Vicente)
- San Felipe
- San Simon
- La Alameda
- Casuarinas Premium
- Pride Canning (En construcción)
- Lagos de San eliseo (Presidente Peron)
- Campo Azul
- Don Armando (en construcción)

## Shoppings
Geográficamente en Ezeiza por la ruta 58, pueden encontrar un paseo de compras inspirado en un pueblo Italiano llamado Plaza Canning,  con calles adoquinadas, balcones floridos, arcadas de piedra y fuentes de agua. Está compuesto por locales con marcas de primer nivel (por ejemplo Burger King), así como el Teatro Central Canning, un hotel 4 estrellas, una escuela de música, una veterinaria, y oficinas de servicios y de profesionales de la salud, entre otros.
Cerca de Canning está el centro comercial Las Toscas, dentro del cual se encuentran los cines Canning Multiplex, y en Canning (Esteban Echeverría) el Portal Canning que tiene dos supermercados importantes. Dentro del portal además se encuentran reconocidos locales comerciales.